# Johann Bittner
Johann Bittner (Mährisch Schönberg, 28 febbraio 1852 – Graz, 9 settembre 1905) è stato un architetto austriaco.
Nato in Moravia, nel 1877 si trasferì a Bolzano. Qui ereditò lo studio del suocero, l'architetto civico Sebastian Altmann.

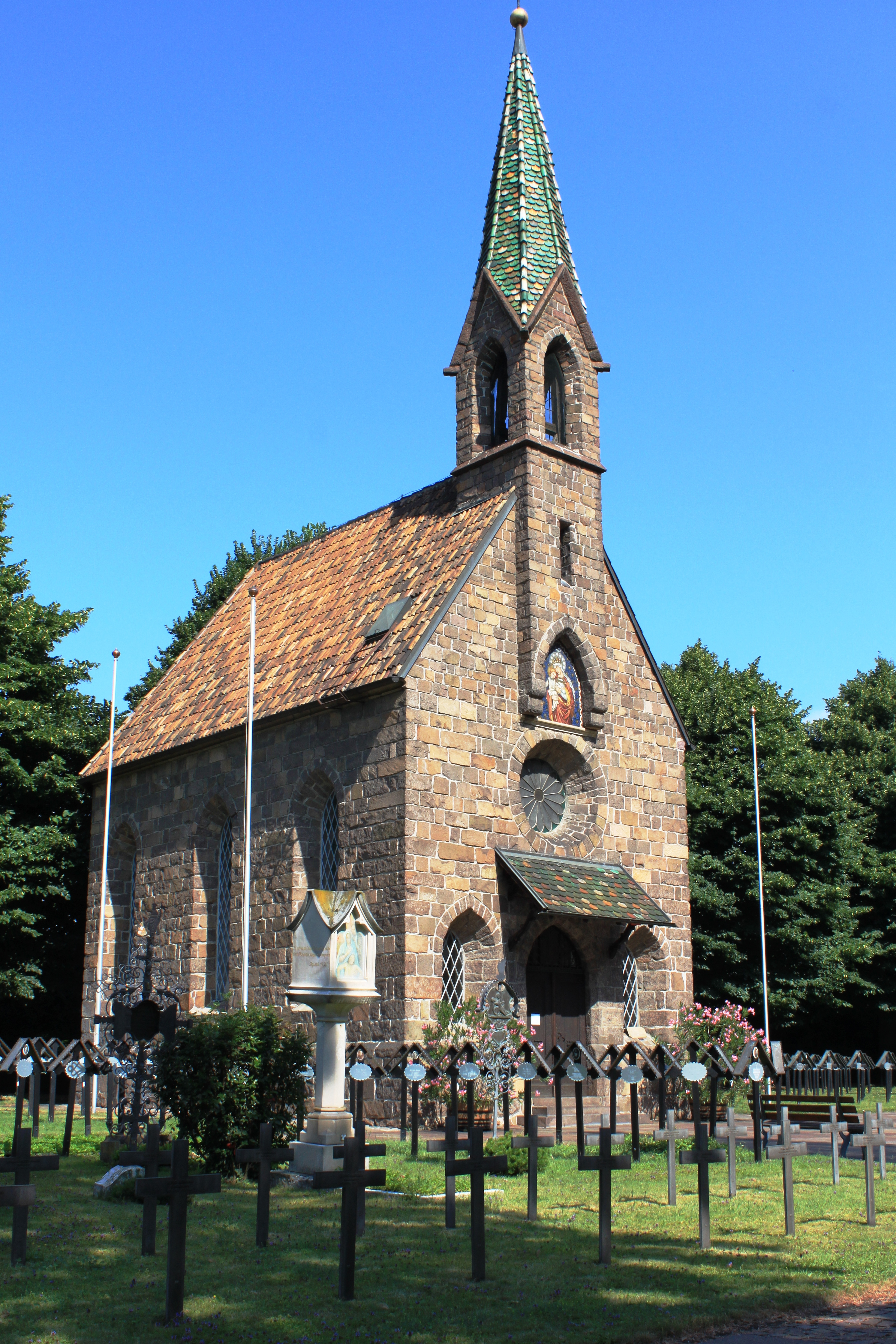
La cappella del cimitero militare austro-ungarico di Bolzano

Numerose sono le sue opere, sia civili che religiose, realizzate perlopiù a Bolzano e nei comuni limitrofi. Tra le principali, la facciata di palazzo Toggenburg (1890), l'ampliamento del liceo dei Francescani di Bolzano, villa Bittner (realizzata nel 1896 a Colle di Villa per la propria famiglia), la chiesa del cimitero militare di San Giacomo (1897), la Chiesa del Sacro Cuore (1898-1899), la passeggiata di Gries (1902).